# New Whiteland
New Whiteland és una població dels Estats Units a l'estat d'Indiana. Segons el cens del 2000 tenia 4.579 habitants.

## Demografia
Segons el cens del 2000, New Whiteland tenia 4.579 habitants, 1.556 habitatges, i 1.311 famílies. La densitat de població era de 1.437,4 habitants/km².
Dels 1.556 habitatges en un 44,6% hi vivien nens de menys de 18 anys, en un 70,4% hi vivien parelles casades, en un 10,8% dones solteres, i en un 15,7% no eren unitats familiars. En el 12,3% dels habitatges hi vivien persones soles el 5,2% de les quals corresponia a persones de 65 anys o més que vivien soles. El nombre mitjà de persones vivint en cada habitatge era de 2,94 i el nombre mitjà de persones que vivien en cada família era de 3,18.
Per edats la població es repartia de la següent manera: un 30,6% tenia menys de 18 anys, un 7,4% entre 18 i 24, un 33,4% entre 25 i 44, un 19,6% de 45 a 60 i un 9% 65 anys o més.
L'edat mediana era de 33 anys. Per cada 100 dones de 18 o més anys hi havia 93,9 homes.
La renda mediana per habitatge era de 52.907 $ i la renda mediana per família de 53.645 $. Els homes tenien una renda mediana de 39.382 $ mentre que les dones 26.042 $. La renda per capita de la població era de 18.221 $. Entorn del 2,7% de les famílies i el 3% de la població estaven per davall del llindar de pobresa.

## Poblacions més properes
El següent diagrama mostra les poblacions més properes.